# Homo Digitalis
Homo Digitalis ist eine siebenteilige deutsche Webserie. Der Begriff setzt sich zusammen aus „Homo“ für Mensch und „Digitalis“ für Digitalisierung und orientiert sich dabei an Begriffen wie Homo oeconomicus, Homo oecologicus, Homo sociologicus, Homo academicus etc. und den Herausforderungen der prognostizierten Generation R. Moderatorin ist Helen Fares.

## Konzept
Die Sendung beschäftigt sich mit Fragen der digitalen Revolution sowie Zukunftsvisionen und schaut sich dabei auch das veränderte Menschen- und Gesellschaftsbild an. Dabei werden Interviews mit Experten geführt, Experimente durchgeführt und versucht, die Geschehnisse kritisch zu reflektieren.

## Produktion und Veröffentlichung
Die Sendung wird seit 2017 von dem Bayerischen Rundfunk, Arte, dem Österreichischen Rundfunk und der Produktionsfirma Bilderfest GmbH aus München produziert und im Internet über die einzelnen Seiten der Sender und YouTube ausgestrahlt, da das Internet nach Meinung der kreativen Leiterin Christiane Miethge mehr Möglichkeiten und Freiraum als das Fernsehen bietet. Eine überarbeitete Ausgabe für das Fernsehen, in Form einer 60-minütigen Dokumentation ist aber ebenfalls geplant. Eine Folge dauert ca. 10 Minuten.

## Episodenliste
| Nr. | Titel                                                                         |
| --- | ----------------------------------------------------------------------------- |
| 1   | "Die Zukunft der Freundschaft" – Künstliche Intelligenz als perfekte Freundin |
| 2   | "Die Zukunft des Denkens" – Upgrade für dein Gehirn                           |
| 3   | "Die Zukunft der Sexualität" – Sexroboter und der digitale Höhepunkt          |
| 4   | "Die Zukunft der Gesundheit" – Ewige Jugend                                   |
| 5   | "Die Zukunft der Freizeit" – VR, der virtuelle Kick für alle Sinne            |
| 6   | "Die Zukunft der Arbeit" – Digitales Glück am Arbeitsplatz                    |
| 7   | "Die Zukunft der Evolution" – Eine neue Spezies Mensch?                       |

## Kritik
Der Standard findet, dass die futurischen Themen neugierig machen, bemängelt aber die Nichtüberforderung der Zuschauer durch die Vermeidung tieferer Erkenntnisse.